# 最高検察庁
最高検察庁（さいこうけんさつちょう）は、東京都千代田区にある最高裁判所に対応する検察庁。検事総長がトップを務める。略称は、最高検（さいこうけん）。

## 所在地
- 東京都千代田区霞が関一丁目1番1号 中央合同庁舎第6号館A棟

## 構成と組織
- 検事総長
  - 次長検事
    - 刑事部
      - 刑事事務課
      - 専門職

    - 公安部
      - 公安事務課
      - 専門職

    - 公判部
      - 公判事務課
      - 専門職

    - 総務部
      - 企画調査課
      - 検務課
      - 情報システム管理室
      - 専門職

    - 監察指導部
      - 監察指導課

    - 検事
    - 先端犯罪検察ユニット (長は最高検察庁検事)
    - 検事総長秘書官
    - 事務局
      - 総務課
      - 会計課
      - 専門職

## 検事総長の代行
次長検事は検事総長に事故があったときもしくは欠けたとき、検事総長の職務を行うと規定されている。しかし、次長検事は法務省・検察庁の序列としては第3位である。

## 取調べの可視化
2014年10月から、録音・録画の試行を拡大する方針を示しているが、取調べの都合のいい部分、やりたい事件だけ録音・録画するのではないかとの不安の声もある。

## 監察指導部
検事総長は最高検察庁の長としてすべての検察庁の職員を指揮監督するので（検察庁法7条）、最高検察庁監察細則に基づき検察官の職務上の行為の監察業務をする。
裁判官や弁護士が監査調査に参与している可能性が高く、実際に最高検察庁は調査担当者の氏名役職は開示していない。

### 近年の監察指導部長
- 大野宗（2012年4月27日 - 2012年12月6日）- 後職は横浜地検検事正。
- 三浦守（2013年1月 - 2014年1月23日） - 前職は法務省矯正局長。後職は最高検察庁公安部長、のち最高裁判所判事。
- 山根英嗣（2014年1月23日 - 2014年7月25日） - のち、さいたま地検検事正。
- 野々上尚（2014年7月25日 - 2015年1月29日） - 前職は法務総合研究所大阪支所長。後職は公安調査庁長官。倫理監督官。
- 甲斐行夫 （2015年1月29日 - 2015年12月18日）- 前職は最高検察庁刑事部長。
- 米村俊郎（2015年12月18日 - 2016年6月22日）- 前職は法務総合研究所名古屋支所長。
- 小川新二（2016年6月22日 - 2017年4月7日） - 前職は法務省矯正局長。後職は最高検察庁公安部長、高崎・広島高検検事長、防衛監察本部防衛監察監。
- 井上宏（2017年4月7日 - 2017年6月30日[注 3]） - 後職に名古屋地検検事正。
- 北川健太郎（2017年6月30日 - 9月13日）- 前職は法務総合研究所大阪支所長。
- 北川健太郎（2017年9月13日 - 10月2日。最高検察庁刑事部長兼任）
- 上冨敏伸（2017年10月2日 - 2018年4月7日。心得）
- 上冨敏伸（2018年4月7日 - 2019年1月30日[注 3] ）- 後職はさいたま地検検事正。
- 畝本直美（2019年1月30日 - 2019年7月24日） - 後職は最高検察庁総務部長、のち、検事総長。
- 吉田安志（2019年7月24日 - 2020年1月21日。法務省刑事部長兼任[注 3] ） - 後職はさいたま地検検事正。
- 小山太士（2020年1月21日 - 2020年6月30日 ） - 前職は法務省刑事部長。
- 小山太士（2020年6月30日 - 2020年9月17日。公安部長兼任）- のち、最高検察庁公安部長。
- 浦田啓一（2020年9月17日 - 2021年7月26日） - 後職は最高検察庁公安部長。
- 瀬戸毅（2021年7月26日 - 2022年4月20日[注 3] ） - 前職は法務総合研究所教官、同国連協力部長。後職は広島地検検事正。
- 佐藤隆文（2022年4月20日 - 2023年1月18日） - 後職は最高検察庁公安部長。
- 松本裕（2023年1月18日 - 2023年7月19日）
- 松本裕（2023年7月19日 - 2024年1月25日。最高検察庁公安部長兼任）
- 飯島泰（2024年1月25日 - 2024年12月10日） - 前職は仙台地検検事正。
- 鎌田隆志 (2024年12月10日 - 現職) - 前職は最高検察庁検事。